# Tassara
Tassara ist eine Landgemeinde und der Hauptort des gleichnamigen Departements Tassara in Niger.

## Geographie
Tassara liegt am Übergang der Sahelzone zur Wüste Sahara. Die Gemeinde grenzt im Westen an den Nachbarstaat Mali. Die Nachbargemeinden in Niger sind Ingall im Nordosten, Tchintabaraden im Südosten und Tillia im Südwesten.
Bei den Siedlungen im Gemeindegebiet handelt es sich um 34 Dörfer, 19 Weiler, 14 Lager und 14 Wasserstellen. Der Hauptort der Landgemeinde ist das Dorf Tassara. Er liegt auf einer Höhe von 367 m.
Die Gemeinde hat Anteil an der Landschaft Tadrès. Die Jagdzone von Tassara ist eines der von der staatlichen Generaldirektion für Umwelt, Wasser und Forstwirtschaft festgelegten offiziellen Jagdreviere Nigers.

## Geschichte
Archäologische Fundplätze aus der Jungsteinzeit sind Taferjit und Takéné Bawat.
Der Ortsname Tassara lässt sich als „Ort, an dem die Kühe leicht kalben“ übersetzen. In Tassara wurde 1971 ein Verwaltungsposten (poste administratif) eingerichtet, eine von einem chef de poste administratif geleitete untere Verwaltungseinheit. Die Landgemeinde Tassara wurde als Verwaltungseinheit 2002 im Zuge einer landesweiten Verwaltungsreform in einem zuvor gemeindefreien Gebiet geschaffen. Der Verwaltungsposten von Tassara wurde 2011 aus dem Departement Tchintabaraden herausgelöst und zum Departement Tassara erhoben.

## Bevölkerung
Bei der Volkszählung 2012 hatte die Landgemeinde 24.457 Einwohner, die in 4.076 Haushalten lebten. Bei der Volkszählung 2001 betrug die Einwohnerzahl 17.952 in 3.273 Haushalten.
Im Hauptort lebten bei der Volkszählung 2012 1.965 Einwohner in 303 Haushalten, bei der Volkszählung 2001 1.572 in 287 Haushalten und bei der Volkszählung 1988 1.896 in 329 Haushalten.
In ethnischer Hinsicht ist die Gemeinde ein Siedlungsgebiet von Fulbe und Tuareg.

## Politik
Der Gemeinderat (conseil municipal) hat 11 Mitglieder. Mit den Kommunalwahlen 2020 sind die Sitze im Gemeinderat wie folgt verteilt: 10 PNDS-Tarayya und 1 MPR-Jamhuriya.
Jeweils ein traditioneller Ortsvorsteher (chef traditionnel) steht an der Spitze von 15 Dörfern in der Gemeinde.

## Kultur und Sehenswürdigkeiten
Alle zwei Jahre im Oktober findet in Tassara und der Nachbargemeinde Tillia ein Fest der arabischen Viehzüchter statt.

## Wirtschaft und Infrastruktur
Südlich des Teils der Gemeinde, in dem die Wüste vorherrscht, ist die Weidewirtschaft der wichtigste Erwerbszweig. Die Niederschlagsmessstation im Hauptort wurde 1981 in Betrieb genommen.
Gesundheitszentren des Typs Centre de Santé Intégré (CSI) sind im Hauptort sowie in den Siedlungen Aghazar, Azanag, Egawane und Tarissadat vorhanden. Der CEG Tassara ist eine allgemein bildende Schule der Sekundarstufe des Typs Collège d’Enseignement Général (CEG). Beim Collège d’Enseignement Technique de Tassara (CET Tassara) handelt es sich um eine technische Fachschule und beim Centre de Formation aux Métiers de Tassara (CFM Tassara) um ein Berufsausbildungszentrum.